# Marisol del Olmo
Pour les articles homonymes, voir Olmo.
Marisol del Olmo (née  le 9 mai 1975 à Mexico,  Mexique), est une actrice mexicaine de telenovelas.

## Carrière
Marisol del Olmo commence sa carrière à la télévision dans la production Sentimientos ajenos en 1996 en compagnie de l'actrice et réalisatrice Yolanda Andrade avec Carlos Ponce. Ensuite elle tient un rôle secondaire dans la telenovela Pueblo chico infierno grande en 1997 à l'âge de 25 ans. Puis elle intègre  la production El privilegio de amar en 1998 où elle partage la vedette  Adela Noriega.
En 2000, on la voit dans le personnage de Mireya Ródriguez dans la telenovela La casa en la playa. Elle interprète Mercedes dans la telenovela El manantial en 2001 sous la responsabilité de Carla Estrada.
En 2002, elle fait une participation spéciale dans une des 4 saisons de la telenovela Clase 406 dans le rôle d'Eugenia Moretti.

## Filmographie

### Telenovelas
- 1996 : Sentimientos ajenos : Lupita
- 1997 : Pueblo chico infierno grande : Leocadia
- 1998-1999 : El privilegio de amar : Antonia Fonseca, dite Toña
- 2000 : La casa en la playa : Mireya
- 2001-2002 : El manantial : Mercedes
- 2002-2003 : Clase 406 : Eugenia Moretti
- 2003 : Ladrón de corazones : Marcela
- 2007-2008 : Pasión : Jimena
- 2008-2009 : Mañana es para siempre  : Erika Astorga
- 2010 : Soy tu dueña : Gabriela Islas
- 2011-2012 : Esperanza del corazón : Lorenza Duprís Dávila de Cabral
- 2012-2013 : ¿Quién eres tú? : Lucía Sabina
- 2013-2014 : De que te quiero, te quiero[1] :  Irene Cáceres
- 2015 : Amor de barrio  : Catalina Lopezreina Vda. de Márquez
- 2016 : El hotel de los secretos  : Emma de la Garza
- 2016-2017 : Perseguidos : María Guadalupe Luján Flores
- 2017 : Enamorándome de Ramón : Juana López Ortíz
- 2017 : Papá a toda madre : Yuriria Bullegoyri
- 2018 : La jefa del campeón : Salomé Salas de Ávila

### Séries télévisées
- 2008 : La rosa de Guadalupe : Isabel
- 2011 : El equipo : Natalia
- 2013 : Nueva vida : Brenda

## Théâtre
- 2015 : Los Locos Adams[2]
- 2015-2016 : Annie
- 2016 : El joven Frankenstein[3]

## Nominations et récompenses

### Premios TVyNovelas
| Année | Catégorie                       | Telenovela                  | Résultat |
| ----- | ------------------------------- | --------------------------- | -------- |
| 2014  | Meilleure actrice de répertoire | De que te quiero, te quiero | Nommée   |
| 2012  | Meilleure actrice co-vedette    | Esperanza del corazón       | Gagnante |
| 2008  | Meilleure actrice co-vedette    | Pasión                      | Gagnante |